# Celina Seghi
Celina Seghi (Abetone, 6 marzo 1920 – Pistoia, 27 luglio 2022) è stata una sciatrice alpina italiana, vincitrice di una medaglia iridata e del maggior numero di medaglie ai Campionati italiani nella storia dello sci alpino.
Una pista del comprensorio sciistico dell'Abetone porta il suo nome.
Anche sua sorella Maria è stata a sua volta sciatrice alpina di alto livello.

## Biografia

### Carriera sciistica
Atleta dal fisico minuto, tanto che venne soprannominata "topolino delle nevi", attiva negli anni quaranta-cinquanta del XX secolo, nacque all'Abetone il 6 e non l'8 marzo 1920, come erroneamente riportato all'anagrafe e quindi sui documenti ufficiali.

#### Stagioni 1934-1948
Ottenne la prima delle sue trentasette medaglie ai Campionati italiani nel 1934, appena quattordicenne. Durante la guerra, partecipò nel 1941 a Cortina d'Ampezzo ai "Mondiali", successivamente non omologati dalla FIS poiché erano assenti molte nazioni avversarie belliche dell'Italia; in quell'occasione vinse la medaglia d'oro nello slalom speciale e quella d'argento nella combinata.
In carriera vinse anche prestigiosi trofei internazionali, in particolare l'Arlberg-Kandahar. Nell'edizione del 1947, disputata a Mürren, vinse la discesa libera e la combinata e si piazzò seconda nello slalom speciale; in quella del 1948, a Chamonix, s'impose nello slalom speciale e nella combinata e fu terza nella discesa libera. Grazie a questi piazzamenti ricevette il prestigioso trofeo della competizione, la "K" di diamanti. Partecipò ai V Giochi olimpici invernali di Sankt Moritz 1948, dove si classificò 4ª nella discesa libera, 14ª nello slalom speciale e 4ª nella combinata.

#### Stagioni 1949-1956

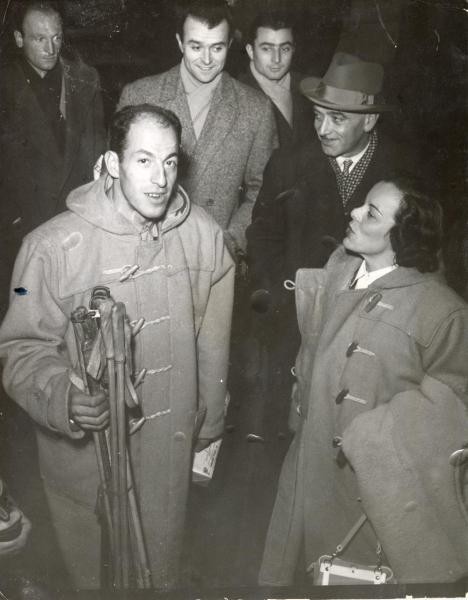
Celina Seghi con Zeno Colò al Sestriere (1951)

Nel 1949 ottenne i suoi ultimi piazzamenti di rilievo all'Arlberg-Kandahar, chiudendo a Sankt Anton am Arlberg tra le prime sei (pur senza andare sul podio) in tutte e tre le specialità previste; l'anno dopo vinse la Coppa Foemina e, ai Mondiali di Aspen 1950, conquistò la medaglia di bronzo nello slalom speciale .
AI VI Giochi olimpici invernali di Oslo 1952 fu 15ª nella discesa libera, 7ª nello slalom gigante e 4ª nello slalom speciale. Vinse il suo ultimo titolo nazionale nel 1954 (a vent'anni dalla prima medaglia) in slalom gigante e continuò a gareggiare fino alla vigilia dei VII Giochi olimpici invernali di Cortina d'Ampezzo 1956.

### Altre attività
Terminata la carriera agonistica si sposò e si trasferì a Pistoia, divenne maestra di sci e continuò a sciare all'Abetone.
È morta a Pistoia il 27 luglio 2022 all'età di 102 anni.

## Palmarès

### Mondiali
- 1 medaglia:
  - 1 bronzo (slalom speciale ad Aspen 1950)

### Campionati italiani
- 37 medaglie[8]:
  - 25 ori (discesa libera, slalom speciale, combinata nel 1937; discesa libera, combinata nel 1939; discesa libera, slalom speciale, combinata nel 1941; slalom speciale, combinata nel 1942; discesa libera, slalom speciale, combinata nel 1943; discesa libera, slalom speciale, combinata nel 1946; slalom speciale nel 1947; discesa libera, combinata nel 1948; discesa libera, slalom speciale nel 1949; slalom speciale nel 1951; slalom gigante, slalom speciale nel 1952; slalom speciale nel 1954)
  - 7 argenti (discesa libera, slalom speciale nel 1939; discesa libera nel 1942; slalom speciale nel 1948; discesa libera, slalom gigante nel 1951; discesa libera nel 1952)
  - 5 bronzi (slalom speciale nel 1934; discesa libera, combinata nel 1936; discesa libera, combinata nel 1947)